# Caponia forficifera
Caponia forficifera är en spindelart som beskrevs av William Frederick Purcell 1904. Caponia forficifera ingår i släktet Caponia och familjen Caponiidae. Inga underarter finns listade.